# Ариософия

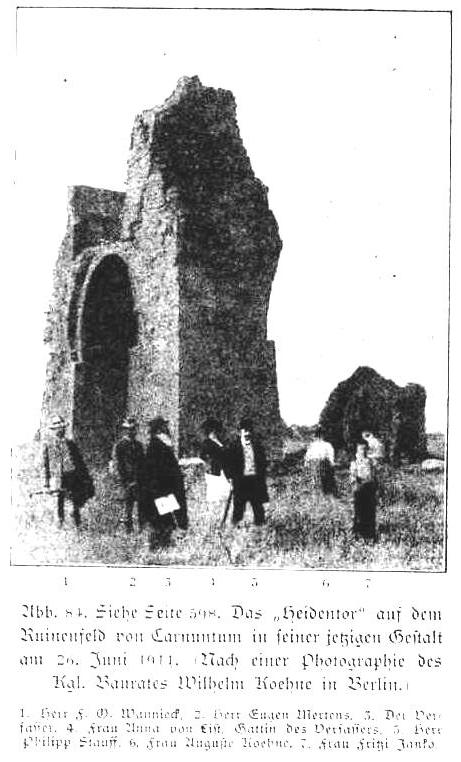
Гвидо фон Лист с членами общества своего имени у руин Карнунта в 1911 году в ходе паломничества по местам, которые Лист считал связанными с культом Вотана

Ариосо́фия (нем. Ariosophie) или армани́зм (нем. Armanenschaft) — эзотерическое расистское этнонационалистическое учение, созданное австрийскими оккультистами Гвидо фон Листом и Йоргом Ланцем фон Либенфельсом в Австрии между 1890 и 1930 годами. В работах ариософов описывается доисторический «арийский» золотой век, когда мудрые хранители знания основывались на оккультно-расовых учениях и управляли «расово-чистым» обществом. Утверждается, что существует враждебный заговор антинемецких сил, включающий все «неарийские» расы, евреев и христианскую церковь и стремящийся к разрушению идеального «арийского» немецкого мира путём освобождения «неарийской» черни для установления фальшивого равенства незаконнорождённых (представителей «неарийских» рас). История, включая войны, экономические кризисы, политическую неопределённость и ослабление власти немецкого начала, рассматривается как результат расовых смешений. Учение оказало некоторое влияние на идеологию нацизма.
Учение имело последователей в Австрии и Германии. Оккультизм в доктринах ариософов имел важное значение сакрального оправдания крайней политической позиции и фундаментального неприятия действительности, включая социально-экономический прогресс. Ариософы стремились предсказать и оправдать «грядущую эру» немецкого мирового порядка. Для противостояния «испорченному» расовым смешением современному миру ариософы создали большое число мелких кружков и тайных религиозных обществ, которые ставили целью возродить «утраченное» эзотерическое знание и расовые достоинства древних германцев, создать новую всенемецкую империю.
Учение соединило национализм, антилиберализм, культурный пессимизм и расизм и было основано на псевдонаучных идеях об «арийской» чистоте и мистическом единстве духа и тела. На него оказали влияние немецкое националистическое движение фёлькише, теософия Елены Блаватской, австрийское движение пангерманизма, социальный дарвинизм и его расистские выводы.
Термин «ариософия» может использоваться в общем для описания «арийских» / эзотерических учений подмножества фёлькише.

## Формирование
Ариософы характеризуются как культурные пессимисты. Учение связано с разочарованием немецких националистов в Габсбургской империи Австро-Венгрии в конце XIX века. На мышление ариософов существенно влияли стремительные урбанизация и индустриализация, конфликт славянских и немецких интересов в рамках многонационального государства Австро-Венгрии, католицизм, формирование австрийского движения пангерманизма во главе с Георгом фон Шонерером, идеи социального дарвинизма и расистские выводы последнего. Авторы учения негативно воспринимали ускорение социальных изменений, особенно вызванные промышленной революцией и имевшим место, с их точки зрения, отсутствием сплочённости немецкого народа, усугубляемым «иностранным» влиянием, таким как католицизм.
Ариософы начали деятельность в Вене накануне Первой мировой войны, объединив идеи народнического (völkisch) немецкого национализма, расизма и оккультизма, который они почерпнули из теософии Елены Блаватской. Идеи и символы ариософии проникли в ряд антисемитских и националистических групп поздней кайзеровской Германии, в среде которых позднее возникла Нацистская партия.
В то время как идеи арийско-немецкого превосходства, антилиберализм и негативное отношение к социально-экономическому прогрессу являлись общим местом идеологии фёлькише, но оккультизм не был свойственен этой среде и стал для неё новым явлением. Ариософы использовали оккультизм, чтобы создать новый фундамент — в их понимании возродить древний фундамент — для устаревшего и хрупкого социального порядка. Идеи и символы таких направлений как античная теократия, тайные общества, мистические знания розенкрейцеров, каббализм и масонство соединялись с немецкой народнической идеологией. Целью этого было доказательство ложных принципов современного мира и «возрождение» ценностей и законов существовавшего, по мнению авторов, в древности идеального мира.

## Учение
Учение делало акцент на идеях элитарности и чистоты, тысячелетнем образе золотого будущего нации. Консервативной реакцией на национальные проблемы и современную им действительность определяется образ всенемецкой империи, где ненемецкие народы и низшие классы будут лишены прав представительства и возможности для развития.

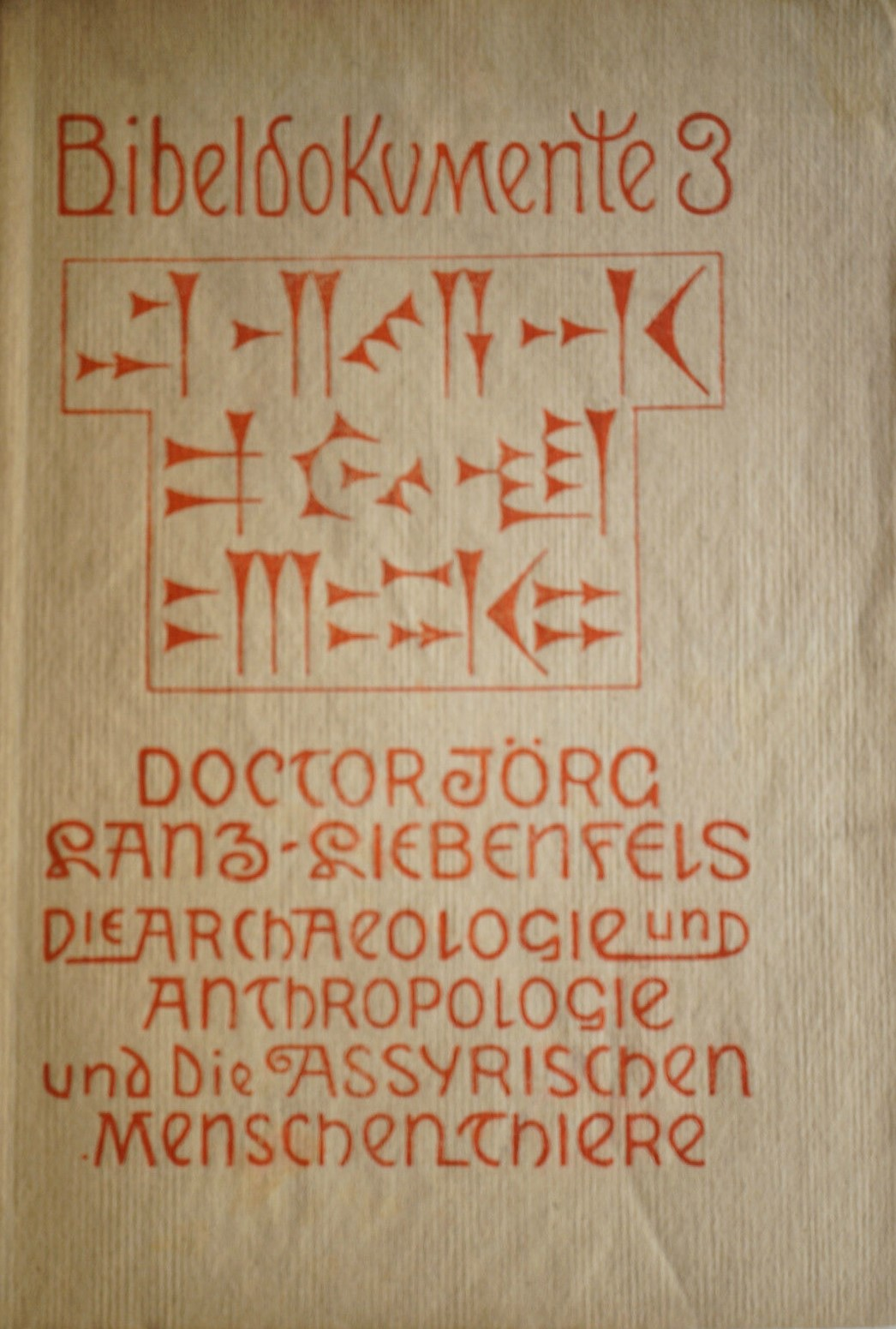
«Библейские документы, выпуск 3. Доктор Йорг Ланц-Либенфельс. Археология, антропология и ассирийские зверолюди», около 1904

Для воссоздания религии древних германцев Лист использовал скандинавский эпос и творчество современных ему теософов, в частности Макса Фердинанда Зебальдта фон Верта (1859—1916), который описывал евгенические практики «арийцев», а также «Тайную доктрину» Блаватской и «Утраченную Лемурию» Уильяма Скотта Эллиота. Под влиянием этих работ Лист использует слова «ариогерманцы» и «раса» вместо «немцы» и «народ», возможно, чтобы подчеркнуть совпадение с пятой коренной расой в схеме Блаватской. Ранее упоминавшиеся Листом жрецы Вотана становятся просветлённой гностической элитой посвящённых (Armanenschaft).
Лист и другие авторы считали, что видимые биологические различия являются определяющими для интеллекта и ценности человека. Эти представления пересекались с имевшими популярность в то время концепциями, включая социальный дарвинизм, который распространял биологическое понимание борьбы за выживание на экономику, политику и общество в целом. Лист опирался на популярность таких концепций с целью доказать, что имеющие германское происхождение, всегда превосходят других людей. Эти идеи он использовал для создания учения арманизма, также известного как ариософия, системы представлений, основанной на псевдонаучных идеях об «арийской» чистоте и мистическом единстве духа и тела. В 1910 году Лист представил эти идеи в сочинении «Религия ариогерманского народа: эзотерическая и экзотерическая».
Кроме самого Листа оккультизмом глубоко интересовались участники Общества Гвидо фон Листа: Фридрих Фанек, Блазиус фон Шемуя, Макс Зелинг, Фридрих Швиккерт, Карл Хейзе, Владимир фон Эглоффштейн и Ланц фон Либенфельс. У последнего Лист заимствовал идеи об оккультном значении тамплиеров, манихейской борьбе между «арийской расой господ» и «расой рабов» и о прародине «арийцев» на утонувшем полярном острове Арктогее.
Лист считал, что «арийским» государством раньше правили короли-священники, исповедовавшие арманизм как некую форму гнозиса. Следы этого древнего государства можно найти даже в европейской культуре — фольклоре, архитектуре и т. д. Арманизм, по мнению Листа, был уничтожен после утверждения на германских землях христианства. Несмотря на это, приверженцы арманизма существовали, согласно Листу, даже в эпоху Ренессанса, к примеру, к арманистскому наследию неоднократно обращался Джордано Бруно.
Лист утверждал, что существовала древняя развитая «ариогерманская» культура, достигшая своего рассвета за несколько тысячелетий до римской колонизации и христианства. По его словам, до насильственного внедрения христианства Карлом Великим на будущей Дунайской территории Германии практиковался вотанизм. Карла Великого Лист считал убийцей саксонцев в память о кровавом крещении им язычников Северной Германии. Лист рассматривал весь христианский период как эпоху упадка культуры, забвения истинной веры и противоестественного расового смешения, когда «арийская» правящая каста королей-священников вынуждена была скрываться, в тайне сберегая свои сакральные знания, которые теперь стали доступны Листу как полноправному аристократическому потомку этой касты.
Позже Ланц фон Либенфельс разработал свою популярную теорию в рамках ариософии. Теозоология Ланца стала квазирелигиозной доктриной, смешанной с биологией и зоологией и направленной на выстраивание расовой иерархии.
Ланц развивал своё неогностическое расовое учение, пытаясь придать ему библейский фундамент. Согласно этому учению, изначально существовала божественная раса (Gottmenschen, Theozoa) «арийцев», жившая на полярном острове Арктогее. «Арийские» божественные создания обладали различным сверхъестественными способностями, которые Ланц связывал с мало понятным ему электричеством. Когда этот остров погрузился под воду, эти совершенные «электрические» существа переселились в другие регионы.
Согласно Ланцу, Ева, которую он описывает как изначально божественное существо, вступила в связь с демоном и породила «низшие расы» — «зверолюдей» (Anthropozoa) — «неарийцев», то есть все остальные расы. В результате, по мнению Ланца, «арийских» женщин привлекают в основном «неарийцы», что ведёт к расовому вырождению, которое можно остановить только подчинением «арийских» женщин «арийским» мужчинам и «расовым разделением». «Зверолюди» (любые «неарийцы»), по Ланцу, имеют ущербную склонность к любым формам извращений и половым сношениям с любыми людьми и животными. Они веками стремились и стремятся втянуть «арийцев» в половые связи, в результате чего «арийская раса» смешалась со «зверолюдьми» и утратила свои божественные «электрические» способности. Вместо древних, чётко отличных божественных и демонических видов, возникли несколько смешанных рас, среди которых «арийская раса» была наименее затронута чужой кровью.
Ланц использовал собственный принцип перевода Ветхого завета, при котором слова «земля», «камень», «дерево», «хлеб», «золото», «вода», «огонь» и «воздух» все означали получеловека, а глаголы «называть», «видеть», «знать» и «скрывать» понимались им как «совокупляться с» и т. д. Иисус, по Ланцу пришёл для возрождения сексуально-расистского гнозиса с целью спасти избранный народ — «арийскую расу». Чудеса Иисуса и его Преображение рассматривалось как подтверждение его «электрической» божественной природы. Страсти Христовы интерпретировались как попытка насилия, искажения природы, которую предприняли пигмеями, сторонники сатанических бестиальных культов, стремящиеся к расовому смешению.
Низшие классы немецкого общества Ланц считал наиболее смешанными с низшими расами и обвинил их в упадке немецкого величия и подрыве господства над миром; согласно логике западного апокалипсиса они должны были быть искоренены. Наиболее чистую кровь сохранила немецкая аристократия, к которой Ланц безосновательно причислял и самого себя.
Расовая сегрегация и постепенное очищение крови от «зверолюдской», согласно Ланцу, способны восстановить божественные способности «арийцев». Он призывал к кастрации и стерилизации больных. «Зверолюдей», по Ланцу, следует частью выслать в другие страны, частью уничтожить, а остальных поработить и использовать, например, как вьючных животных.

## Происхождение термина
В своих книгах и лекциях Лист предлагал истинным германцам отыскивать в ландшафтах Родины, её фольклоре и археологии сохранившиеся следы великолепного теократического арио-германского государства, возглавляемого королями-священниками и посвященными гностиками

Круговое расположение «арманических рун», 18 псевдорун, созданных Гвидо фон Листом

С 1905 по 1907 год Лист проводит геральдические исследования, трактуя геральдику как систему эзотерических семейных эмблем. Саму концепцию Лист окончательно оформил в 1908 году, когда он написал книгу «Таинства ариогерманцев», в которой он подробно поведал о главных элементах теософской космогонии, которые по его утверждению, имели отношении к «арийской» вере.
Название «арманизм» восходит к интерпретации Листа германских мифов, изложенных Тацитом. Римский автор упоминает три главных племени древних германцев: ингевонов, гермионов, истевонов. В то время, как большинство историков связывает эти названия с географическими особенностями, Лист считал их сословиями германского общества — сельскохозяйственное, интеллектуальное и военное. В дальнейшем Лист модифицировал слово «гермионы», превратив его в «арманы». Именно так стало называться сословие королей-жрецов в его мифологии.
Также в работе Листа «Тайна рун» (нем. Das Geheimnis der Runen) приведены описания и изображения тайных «арманических рун», 18 псевдорун, секрет которых открылся ему в ходе оккультных практик.

## Влияние
Будучи романтиками и поклонниками золотого века, ариософы не принимали участия в практической политике, но идеи и символы этого учения проникли в ряд антисемитских и националистических групп поздней кайзеровской Германии, в среде которых позднее возникла Нацистская партия.
Среди прочих, читателями журнала «Остара», издававшегося Ланцем, были также Адольф Гитлер и Дитрих Эккарт. Ланц заявлял, что однажды молодой Гитлер посещал его, получив два недостающих номера журнала. Среди исследователей нет согласия в том, подвергся ли Гитлер прямо или косвенно значительному влиянию работ Ланца, равно как нет серьёзных свидетельств тому, что он вообще интересовался оккультным движением, кроме его расовых аспектов.
По крайней мере два ариософа имели тесные связи с рейхсфюрером СС Генрихом Гиммлером в 1930-е годы: Карл Мария Вилигут, протеже Гиммлера, ставший бригадефюрером СС, и Гюнтер Кирхгоф, член послевоенного Общества Гвидо фон Листа в Берлине. Совместно с Гиммлером они разрабатывали проект истории, церемониальные обряды СС и стали причастными к его визионерскому плану создания Великого германского рейха в третьем тысячелетии.